# Simon Lynge
Simon Lynge är en dansk musiker, uppvuxen i Qaqortoq, Grönland. Han har släppt två album Beyond my skin (2007) samt The future (2010). Han har även en släppt singel Infinitely you (2007).